# Frugières-le-Pin
Frugières-le-Pin település Franciaországban, Haute-Loire megyében. Lakosainak száma 182 fő (2022. január 1.). Frugières-le-Pin Domeyrat, Javaugues, Lavaudieu, Saint-Didier-sur-Doulon, Saint-Préjet-Armandon és Vals-le-Chastel községekkel határos.

## Népesség
A település népességének változása:
| Lakosok száma | 213  | 120  | 131  | 142  | 143  | 155  | 159  | 174  | 181  | 182  |
|               | 1968 | 1982 | 1990 | 2006 | 2013 | 2015 | 2017 | 2019 | 2020 | 2022 |